# Aneto
Aneto är det högsta berget i Pyrenéerna och i Aragonien. Berget är även det tredje högsta i Spanien med sina 3 404 meter. Berget ligger i provinsen Huesca som är den nordligaste av de tre aragoniska provinserna. Aneto utgör en del av den sydligaste delen av Maladettabergen. Berget är också känt som Pic de Néthou på franska men det används inte ofta på grund av att berget ligger i Spanien.
Aneto har den största glaciären i Spanien vilken var 79,6 ha år 2005.